# Louis Buchoz-Hilton
 (mars 2015).
Si vous disposez d'ouvrages ou d'articles de référence ou si vous connaissez des sites web de qualité traitant du thème abordé ici, merci de compléter l'article en donnant les références utiles à sa vérifiabilité et en les liant à la section « Notes et références ».
Louis Buchoz-Hilton, né à Metz le 1er avril 1788, fut célèbre sous la monarchie de Juillet pour ses excentricités, son opposition constante à Louis-Philippe et les nombreux procès que ses frasques et écrits lui valurent.

## Biographie
À son patronyme Buchoz, Louis adjoint le nom d’Hilton à l’occasion d’un de ses séjours à Londres et adopte en 1833 le surnom humoristique de « la Poire molle » pour se moquer de Louis-Philippe, la poire étant devenue, à l’initiative du dessinateur Charles Philipon, l’image caricaturale de la personne royale et le symbole satirique de la monarchie bourgeoise instituée sous son règne.

### L’opposition à Louis-Philippe
L’opposition de Louis Buchoz-Hilton au régime est liée la révolution de Juillet dont il estime avoir été un des principaux artisans. Alors qu’il attend du nouveau pouvoir la reconnaissance de son héroïsme, sa participation aux Trois Glorieuses est contestée par les autorités et le nouveau pouvoir, le suspectant de visées républicaines, le poursuit en justice.
Dès lors, il n’aura de cesse de vilipender Louis-Philippe et les membres de son gouvernement en usant de sa plume ou en commercialisant des produits inspirés par le symbole royal, notamment un « incomparable cirage à la Poire Molle » qu’il affirme être aussi noir que l’âme de Louis-Philippe.
Sous la monarchie de Juillet, la presse rend compte des nombreux procès que lui intente le pouvoir, lui procurant ainsi une notoriété bien supérieure à celle qui s’attache à ses propres activités. Après la chute de la monarchie de Juillet, Buchoz-Hilton se fait dénonciateur des abus des professions réglementées. Il crée un journal : Le Lucifer, journal judiciaire et commercial.

## Publications
Louis Buchoz-Hilton est l’auteur de nombreux opuscules dont certains sont jugés bizarres et lui vaudront d’être cité, au XXe siècle, par Raymond Queneau et André Blavier dans les ouvrages qu’ils consacrent aux fous littéraires. Parmi eux :
- Livre d'or de l'industrie et des arts destiné à rendre compte de l'Exposition universelle de 1855. Traité méthodique, simple et à la portée de tous pour être à l'abri des empoisonnements par le fait des brasseurs, des fabricants de cidre, des marchands de vins, de denrées alimentaires, etc., Paris, impr. de Aubusson et Kugelmann, 1855.
- Les Chemins de fer, rêve d'un cheval, par le citoyen Buchoz-Hilton, dit la Poire molle, Bordeaux, impr. de A. Castillon, 1840.
- Introduction aux procès de Buchoz-Hilton, Mirabeau et la Poire Molle, Bordeaux, impr. de A. Castillon, s.d., in-8°.
- Mémoires du citoyen Buchoz-Hilton, pour servir à l’édification et à l’instruction des niais qui ont la manie de sacrifier leur fortune, leur santé, leur repos, en pure perte, sur l’autel de la patrie, Montmartre, impr. de Pilloy, 1850, in-4°.

En 1852, il demande au ministère de l'Intérieur un brevet de libraire afin de continuer à vendre ses publications, autorisation qui lui est refusée.

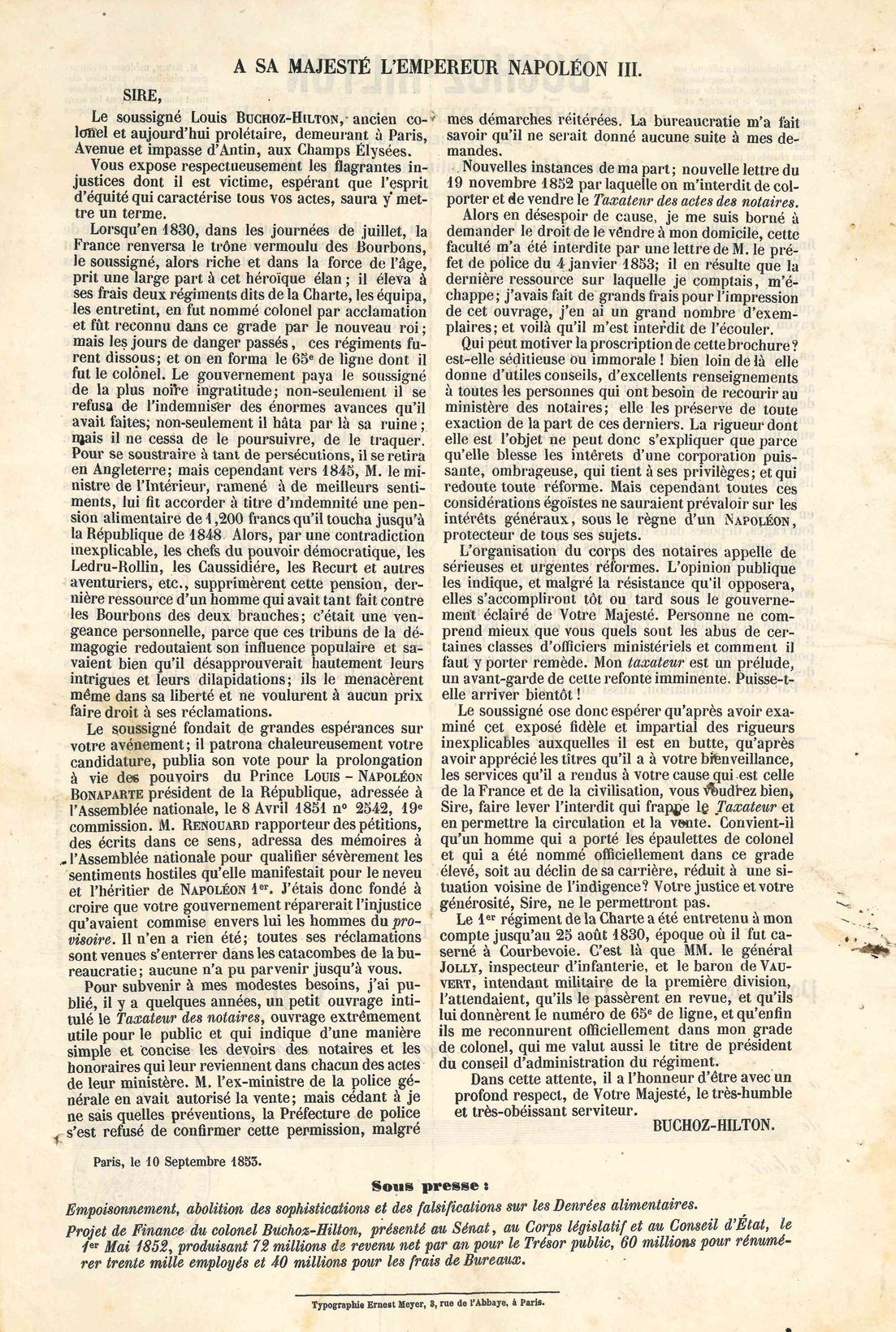
Lettre à Napoléon III (1853)
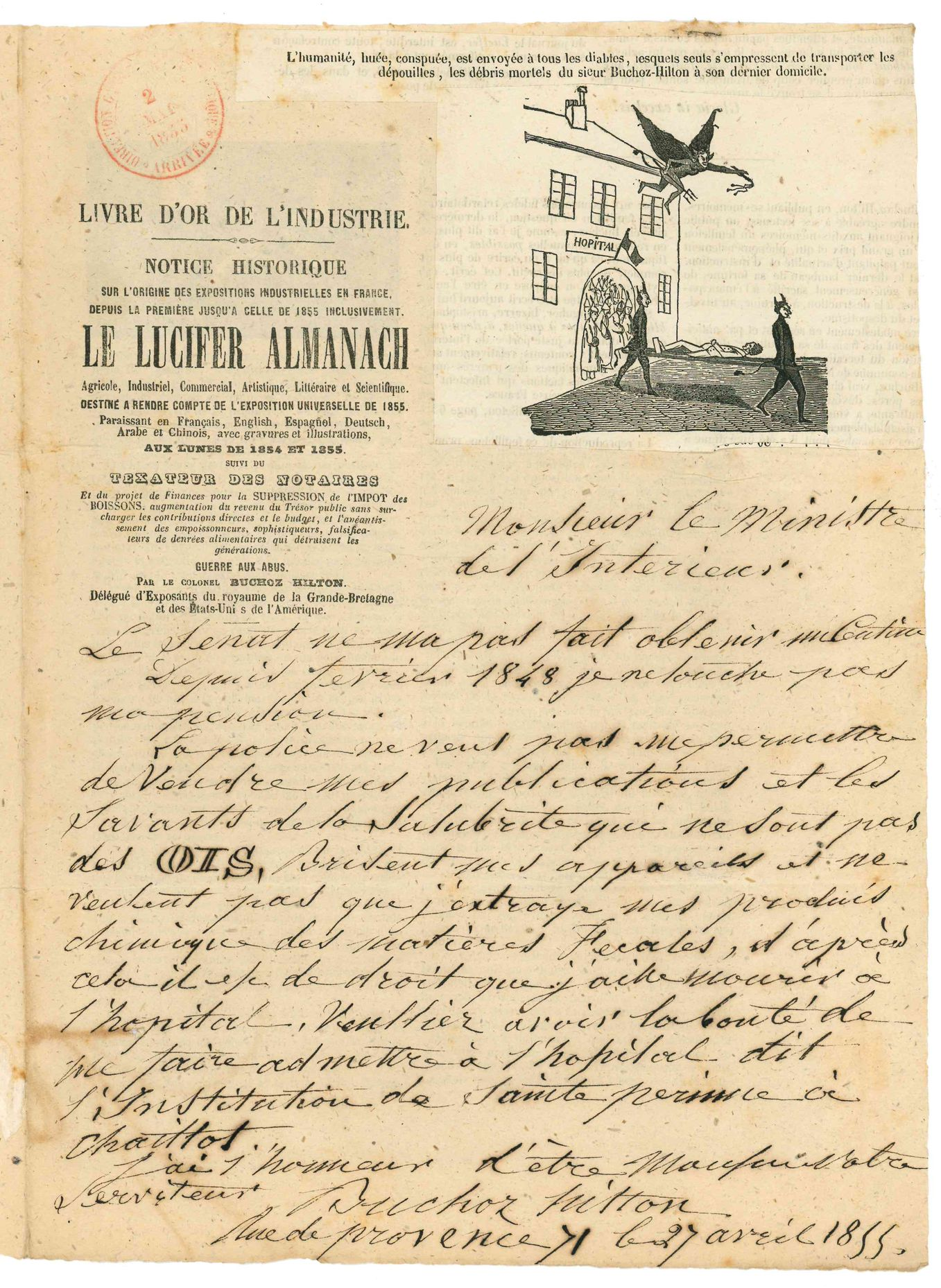
Courrier avec en-tête du Lucifer Almanach (1855)